# Миколаївка (Конотопський район)
Микола́ївка — село в Україні, у Конотопському районі Сумської області. Населення становить 641 осіб. До 2020 орган місцевого самоврядування — Миколаївська сільська рада.

## Географія
Село Миколаївка розташована на березі річки Куриця, вище за течією на відстані 2.5 км розташоване село Воскресенка, нижче за течією на відстані 1 км розташовані села Черепівка та Карпенкове.
По селу тече струмок, що пересихає із загатою.

## Історія
Згідно з дослідженнями Ю. Моргунова, літописне місто Зартий, з яким пов’язують походження Кролевця, ймовірно розташовувалося на городищі в селі Миколаївка
Населений пункт був заснований останнім смілянським сотником Яковом Тараном як хутір Таранівка на р. Куриці, де малися його угіддя. На його землях проживало декілька підсусідків. Обходився Я. Таран з людьми просто, характеру був веселого, любив жарти.
Раніше село називалось Таранівка. Назва Миколаївка стала вживатись приблизно з 1825 року, коли княгиня Анастасія Василівна Кавкасідзе, яка володіла землями Миколаївки, влаштувала в церкві села новий боковий вівтар в ім'я Святителя Миколая.
За даними на 1862 рік у власницькому селі Путивльського повіту Курської губернії мешкало 1318 осіб (655 чоловіків та 663 жінки), налічувалось 169 дворових господарств, існувала православна церква.
Миколаївська сільська лікарня, влаштована за сприяння місцевого поміщика князя Миколи Семеновича Кавкасідзе, була відкрита 13 січня 1871 року.
Станом на 1880 рік у колишньому власницькому селі, центрі Миколаївської волості, мешкало 1304 особи, налічувалось 200 дворових господарств, існували православна церквашкола, лікарня, 2 лавки, постоялий двір, 12 вітряних млинів.
Село постраждало внаслідок геноциду українського народу, проведеного урядом СССР 1932—1933 та 1946–1947 роках, встановлено смерті не менше 23 людей.
12 червня 2020 року, відповідно до розпорядження Кабінету Міністрів України № 723-р «Про визначення адміністративних центрів та затвердження територій територіальних громад Сумської області», село увійшло до складу Буринської міської громади.
19 липня 2020 року, в результаті адміністративно-територіальної реформи та ліквідації Буринського району, увійшло до складу новоутвореного Конотопського району.

## Політика

### Парламентські вибори, 2019
На позачергових парламентських виборах 2019 року у селі функціонувала окрема виборча дільниця № 590076, розташована у приміщенні навчально-виховного комплексу.
Результати
- зареєстровано 330 виборців, явка 80,30%, найбільше голосів віддано за «Слугу народу» — 55,34%, за Радикальну партію Олега Ляшка — 15,65%, за «Опозиційну платформу — За життя» — 7,63%[7]. В одномандатному окрузі найбільше голосів отримав Максим Гузенко (Слуга народу) — 38,93%, за Віктора Ладуху (Всеукраїнське об'єднання «Батьківщина») — 22,14%, за Анатолія Кобзаренка (самовисування) — 21,37%[8].

## Економіка
- Молочно-товарна та свино-товарна ферми, машино-тракторні майстерні.

## Пам'ятки
- Поселення[d] (ранній залізний вік, розвинуте середньовіччя);
- Городище, два поселення (III—V ст., XI—XIII ст., XVII ст.);
- Братська могила[d] радянських воїнів та пам'ятник воїнам-землякам;

## Відомі люди
- Колот Микола Миколайович (1977—2014) — солдат Збройних сил України, учасник російсько-української війни[9].
- Попов Павло Миколайович — український літературознавець, мистецтвознавець та фольклорист, член-кореспондент АН УРСР.
- Сидоров Олексій Олексійович (рос. Алексей Алексеевич) (1891—1978) — професор, доктор мистецтвознавства, член-кореспондент АН СРСР, заслужений діяч мистецтв РРФСР, відомий радянський мистецтво- та книгознавець, агент ОДПУ-НКДБ-МДБ під псевдо «Старий».
- Топтунов Леонід Федорович  (1960-1986) — старший інженер управління реактором реакторного цеху Чорнобильської АЕС.